# Agaton
Agaton je mužské křestní jméno řeckého původu. Pochází z řeckého slova agathon a vykládá se jako „laskavý, dobrý“. Je to mužská obdoba jména Agáta.
Podle slovenského kalendáře má svátek 5. února.

## Agaton v jiných jazycích
- Rusky: Agafon nebo Agafonik
- Španělsky: Agatón
- Italsky: Agatone
- Polsky, srbsky, maďarsky: Agaton

## Známí nositelé jména
- Agaton Giller – polský spisovatel